# なもなき
なもなき（英: NAMONAKI）は、おにちゃんとランディからなる日本の音楽デュオ。2021年結成。2025年1月に行われたライブと同日付で解散。

## 概要
大学卒業後北海道から上京しソロで活動していたランディと、大学在学中別のデュオを組んでいたおにちゃんが、神楽坂のライブハウスで出会った。個々に活動していく中で親交を深め、2021年1月おにちゃんがランディに渋谷の居酒屋で「ランディの可能性を俺が最大限に引き出してやる」とユニット結成を持ちかけ、「なもなき」が結成された。
2021年7月より新宿・川崎・海老名を中心に路上ライブを開始し、同年11月から本格的な活動をスタートと同時に神奈川県川崎市にて共同生活をしている。
ユニット名は初のライブで名前が決まらず「名もなきデュオ」として活動をしていたことが由来であり、何も無いところから大きな舞台に目指すという思いを込め「なもなき」と名付けた。
彼等のファンを「なもみん」と呼ぶ。
2022年7月より開催されたTikTok「♯夏の歌うま」チャレンジ「♯TUBE賞」の優秀投稿者に選出され、同年9月横浜スタジアムでTUBEとパフォーマンスを行った。
2023年5月「第42回横浜開港祭2023メインステージ出場権獲得予選会」にて1位通過、同年6月開催される「第42回横浜開港祭」臨港パークメインステージでのパフォーマンスが予定されていたが悪天候の為中止となった。
2023年6月パシフィコ横浜で開催される「PHOTO NEXT2023」の公式応援テーマソングとして「史上最強の応援歌」が決定し、同年6月メインステージでのパフォーマンスを行った。
2023年8月より「利尻町観光大使」に就任した。
2025年1月に行われた「なもなき新春ライブ2025 〜初夢を追いかけてから」と同日付で解散。

## 略歴
2020年
- 10月 - 「おにちゃん&ランディ」としてZIRCO TOKYOのライブに出演。

2021年
- 1月 - おにちゃんがランディに渋谷の居酒屋でユニット結成を持ちかける。
- 7月 - 新宿・川崎・海老名で「名もなきデュオ」として路上ライブ開始。
- 11月 - 神奈川県川崎市の築年数45年の借家で共同生活開始。生活スタイルの差異から「ミネストローネ事件」が発生。ユニット名を「なもなき」に改名。
- 12月 - YouTubeチャンネル開設。TikTokフォロワー1万人を達成。

2022年
- 3月 - 「夕凪」「翼」のミュージックビデオをYouTubeに投稿。
- 4月 - 「桜がくし」のミュージックビデオをYouTubeに投稿。路上ライブ中にパイナップルをもらい「パイナップル事件」と名付ける。
- 5月 - 「オリジナルCD」の販売開始。「KANKURO 3rd ANNVERSARY THREE MAN LIVE」に出演。「史上最強の応援歌」のミュージックビデオをYouTubeに投稿。
- 6月 - 大阪で初の路上ライブを行う。大阪で初の箱ライブをかつおの遊び場で行う。
- 7月 - TikTok「#夏の歌うま」チャレンジ「#TUBE賞」の優秀投稿者に選出。初のワンマンライブをZIRCO TOKYOで行う。ランディが坊主になる。
- 9月 - 横浜スタジアムでTUBEと共演。
- 10月 - 2回目のワンマンライブを三軒茶屋GRAPEFRUIT MOONで行う。「弾き語りライブin表参道穏田ギャラリー」に出演。「Street Performer Box」に出演。
- 12月 - 初の和歌山でのライブをGuesthouse Ricoで行う。3回目のワンマンライブを原宿ストロボカフェで行う。「ゴリ山田カバ男」とのツーマンライブをTHE HOUSE YOKOHAMA MARINE TOWERで行う。朝日新聞和歌山版と朝日新聞デジタルに和歌山でのライブの様子が掲載される。Instagramフォロワー1万人を達成。

2023年
- 1月 - 読売新聞神奈川版に紹介記事が掲載される。「PHOTO NEXT2023」の公式テーマソングとして「史上最強の応援歌」が決定。「TSL4K SPECIAL FREE Live!  GRIT at Shibuya」に出演。TikTokフォロワー4万人を達成。
- 2月 - 和歌山での2回目のライブをGuesthouse Ricoで行う。初のオリジナルアルバム「Rustic」の配信開始。関メディベースボール学院の応援アーティスト就任。関メディベースボール学院エキシビションマッチにゲスト出演。「Street Performer Box」に出演。テレビ東京「THE カラオケ★バトル」に出演。FM横浜「Harbor Blue Studio」に出演。ランディが痛風を患う。
- 3月 - FM横浜「Harbor Blue Studio」に出演。東阪ツアーの大阪公演をFootRock&BEERSで行う。初のオリジナルアルバム「Rustic」の販売開始。「FM横浜マラソン2023」特設ステージLIVEに出演。東阪ツアーの東京公演をshibuya eggmanで行う。
- 4月 - 23年度シーズンの広島東洋カープ松本竜也の登板時の登場曲として「史上最強の応援歌」が採用される。FM NORTH WAVE「桜庭和 Morning Set」に出演。鳥越アズーリFM「乗っ取りwave 33＆ゴンパパのミュージック・バラエティ」に出演。「Street Performer Box」に出演。「第4回泡a-so-bi 4月29日山口きらら博記念公園」に出演。
- 5月 - 九州で初の路上ライブを行う。「勝浦東急ふれあいフェスタ2023」に出演。「Street Performer Box展望台LIVE」に出演。TBS「ラヴィット!」に出演。「第42回横浜開港祭2023メインステージ出場権獲得予選会」に出演し1位となる。「UTA-LIVE STUDIO LODGE 」に出演。
- 6月 - 「PHOTO NEXT2023」の「公式アンバサダー表彰式＆応援テーマソングLive」に出演。「イーアス沖縄豊崎3周年ライブ」に出演。沖縄で初の路上ライブを行う。「史上最強の応援歌」がJKC＆JKJO「2023年度オフィシャル応援歌」に決定。路上ライブ中おにちゃんが熱中症になる。東阪ツアー「Rustic」をDVD化。
- 7月 - 「Kabukicho Music Live」に出演。結成2周年ライブを代々木LIVE STUDIO LODGEで行う。「なもなきオフィシャルサイト」の開設。
- 8月 - 「なもなきオフィシャルファンクラブ」の開設。利尻町観光大使に就任する。「第51回 利尻浮島まつり」に出演。「OCEAN'S BAR LIVE 2023 DAY2」をグランドオリエンタルみなとみらいTHE OCEAN'S BARで行う。イオンモール旭でのミニライブに出演。イオンモール羽生でのミニライブに出演。「小林能伊写真展『残夢』フリーライブ」に出演。「とが楽市～こじかの夏休み」に出演。インモールおゆみ野でのミニライブに出演。「Street Performer Box」に出演。「第8回竹芝夏ふぇす-TAKESHIBA Seaside Music&Dining 2023」に出演。
- 9月 - 「第8回竹芝夏ふぇす-TAKESHIBA Seaside Music&Dining 2023」に出演。「ナイトバブル2023」に出演。「【EBINA CRAFT BEER STREET】ステージ企画」に出演。「Street Performer Box」に出演。
- 10月 - 「岸洋佑ライブハウスツアー2023 -On the road again-」に出演。「Mickie’s Cafe-LINE生配信」に出演。初のシングル「生きる」の配信開始。「第63回愛工大祭」に出演。「第40回うんな祭り」に出演。「生きる」のミュージックビデオをYouTubeに投稿。「Eggs presents FM802 MINAMI WHEEL 2023 25th ANNIVERSARY」に出演。「KAWAI 笑音フェス」に出演。「Street Performer Box」に出演。2枚目のシングル「Proof」の配信開始。「福島区まもりごとハロウィンパーティー」に出演。
- 11月 - 「ほっこりDAYS〜in星降る温川〜」に出演。「Proof」のミュージックビデオをYouTubeに投稿。「カンクロウ presents. 【MY TREASURE TOUR】」に出演。「GRANOLA」とのツーマンライブをLIVE HOUSE Arcで行う。「Street Performer Box」に出演。「文部科学大臣杯 第17回JKJO全日本ジュニア空手道選手権大会」開会式に出演。「第2回全日本学生フルコンタクト空手道選手権大会」開会式に出演。
- 12月 - 3枚目のシングル「路地裏のクリスマス」の配信開始。「【ナイトバブルイベント】The Gift」に出演。「第42回アフター横浜開港祭」に出演。「Street Performer Box」に出演。RKKラジオ「塚原まきこの福ミミらじお」に出演。熊本シティエフエム「ロッキンレディオ」に出演。「おじさんと小娘」とのツーマンライブをTSL Studio Nakanoで行う。

2024年
- 1月 - 「Street Performer Box」に出演。読売新聞神奈川版に紹介記事が掲載される。五大都市ツアーの大阪公演をシャングリラで行う。五大都市ツアーの名古屋公演をHeartLand STUDIOで行う。五大都市ツアーの福岡公演をROOMSで行う。
- 2月 - 五大都市ツアーの仙台公演をLIVE HOUSE enn 3rdで行う。五大都市ツアーの東京公演をWWWで行う。「Street Performer Box」に出演。YouTubeのチャンネル登録者数1万人を達成。「やさしいひとたち。」とのツーマンライブをTAKE OFF 7で行う。
- 3月 - 「Street Performer Box」に出演。「関メディベースボール学院-引退試合」に出演。「アルクのドリームナイトフェス-MATANE アーティストライブ」に出演。4枚目のシングル「旅は道連れ」の配信開始。「BUBBLE TOUR 2024 in Kagoshima」に出演予定。「Vリーグ DIVISION1 WOMEN V CUP デンソー vs PFU」に出演予定。
- 4月 - 「なもなきツアー2024 【Festina Lente】東京公演」の配信ライブを行う。「Street Performer Box」に出演。「Vリーグ DIVISION1 WOMEN V CUP デンソー vs PFU  」に出演。「史上最強の応援歌」カラオケ配信開始。「すみたにの全開！水曜日」に出演。「テレビ和歌山 開局50周年 5時間生放送」に出演。「復活!!カラオケ道場-公開収録」に出演。5枚目のシングル「桜のように」の配信開始。
- 5月 - 「第41回DOMこども文化祭」に出演。「史上最強の応援歌」のカラオケ配信開始。「Festina Lente LIVE DVD」の販売開始。「【岸 洋佑 CANAL FES Vol.3】 」に出演予定。「熊本八代エルセルモマルシェ」に出演。「ミニジューク関西　presents　復活!!カラオケ道場」に出演。RKKラジオ「塚原まきこの福ミミらじお」に出演。「グロスヴュースクエアあるフォーラム祭り」に出演。「Street Performer Box」に出演。
- 6月 - 「HAPPY RABBIT FES PRE LIVE」に出演。「京都洛南ミュージックフェス」に出演。セルビアンナイトでワンマンライブを行う。6枚目のシングル「ここから」の配信開始。イオンタウンユーカリが丘でのフリーライブに出演。「Street Performer Box」に出演。アリオ蘇我でのフリーライブに出演。「セレッソ大阪 vs 名古屋グランパスSAKURA SHOW TIME」に出演。
- 7月 - 結成3周年ライブの大阪公演を南堀江knaveで行う。Instagramのフォロワー2万人を達成。結成3周年ライブの横浜公演を横浜みなとみらいブロンテで行う。結成3周年ライブの福岡公演をCavern Beatで行う。
- 8月 - 「第52回 利尻浮島まつり」に出演。「とが楽市 こじかの夏休み」に出演。「とが楽市 こじかの夏休み」でかき氷キッチンカーを出店。横浜マリンタワー展望台スペシャルライブに出演。
- 9月 - 「札幌丘珠空港格納庫フェスティバル」に出演。
- 10月 - ファンクラブ、SNSにて解散を発表。「高校生バンド王 2024inかわさき」に出演。
- 11月 - 7枚目のシングル「明日に届け」の配信開始。「東通村音楽祭」に出演。「広島都市学園大学-みやこ祭」に出演。
- 12月 - 「Street Performer Box」に出演。

2025年
- 1月 - SHIBUYA PLEASURE PLEASUREで解散ライブを行う。ライブと同日付で解散。

## メンバー
※解散時の年齢。
おにちゃん（1997年10月25日（27歳）、本名：鬼武翔太）
- ボーカル・ギター・ハーモニカ・タンバリン
- 向かって左側。
- ギターは「Gibson Humminbird」「Gibson Songwriter」を使用。
- 千葉県八千代市出身。千葉県船橋市育ち。身長172cm。
- 國學院大學経済学部卒。
- 好きなアーティストはゆず。
- 趣味はサウナ、サッカー観戦。

ランディ（1995年2月17日（30歳）、本名：田沢翼）
- ボーカル・ギター
- 向かって右側。
- ギターは「Taylor810c」「Martin D-28」を使用。
- 北海道札幌市出身。北海道利尻郡利尻町(利尻島)育ち。身長165cm。
- 北海学園大学卒。大学生時代はアカペラサークルに所属。
- 好きなアーティストはコブクロ。
- 趣味はサイクリング、野球観戦(ヤクルトファン)。
- 名前は元プロ野球選手のランディ・ジョンソンから。
- 現在椎間板ヘルニアと痛風を患っている。
- 長時間列に並ぶのが苦手な為ディズニーランドが好きではない。

## ディスコグラフィ

### 楽曲
作詞作曲はメンバーによって行われており、形式はフォークデュオである。
|        | 曲名               | 作詞       | 作曲       | 収録等               |
| ------ | ------------------ | ---------- | ---------- | -------------------- |
| 1      | Chiritumo          | おにちゃん | おにちゃん |                      |
| 2      | Music Monster      | ランディ   | ランディ   | Rustic               |
| 3      | ここから           | おにちゃん | おにちゃん | ここから             |
| 4      | ハグレモノ         | おにちゃん | おにちゃん |                      |
| 5      | はじめの百歩       | おにちゃん | おにちゃん | Rustic               |
| 6      | バンジージャンプ   | ランディ   | ランディ   |                      |
| 7      | 愛なんて           | おにちゃん | おにちゃん | Rustic               |
| 8      | 月とともに         | おにちゃん | おにちゃん |                      |
| 9      | 最後の風           | おにちゃん | おにちゃん | Rustic               |
| 10     | 桜がくし           | おにちゃん | おにちゃん | オリジナルCD、Rustic |
| 11     | 桜のように         | ランディ   | ランディ   | 桜のように           |
| 12     | 史上最強の応援歌   | ランディ   | ランディ   | オリジナルCD、Rustic |
| 13     | 歯車               | おにちゃん | おにちゃん | Rustic               |
| 14     | 大器晩成           | ランディ   | ランディ   | Rustic               |
| 15     | 宝島               | ランディ   | ランディ   | Rustic               |
| 16     | 夕凪               | おにちゃん | おにちゃん | オリジナルCD、Rustic |
| 17     | 翼                 | ランディ   | ランディ   | オリジナルCD、Rustic |
| 18     | 律動               | おにちゃん | おにちゃん | Rustic               |
| 19     | 旅は道連れ         | ランディ   | ランディ   | 旅は道連れ           |
| 20     | 路地裏のクリスマス | おにちゃん | おにちゃん | 路地裏のクリスマス   |
| 21     | 狼煙               | ランディ   | ランディ   | Rustic               |
| 22     | 生きる             | おにちゃん | おにちゃん | 生きる               |
| 23     | 風雲               | ランディ   | ランディ   |                      |
| 24     | 片想いリフレイン   | おにちゃん | おにちゃん |                      |
| 25     | Proof              | おにちゃん | おにちゃん | Proof                |
| 26     | 最後の晩餐歌       | ランディ   | ランディ   |                      |
| 27     | 明日に届け         | 共作       | 共作       | 明日に届け           |
| 未発表 | その手             | ランディ   | ランディ   |                      |

### アルバム・シングル
| タイトル           | 配信日/発売日  |    | 楽曲               | 作詞       | 作曲       | 編曲       | 備考                                                                 |
| ------------------ | -------------- | -- | ------------------ | ---------- | ---------- | ---------- | -------------------------------------------------------------------- |
| オリジナルCD       | 2022年5月～    | 1  | 夕凪               | おにちゃん | おにちゃん |            | EP。路上ライブ、オフィシャルストアにて限定販売。完売により販売終了。 |
| オリジナルCD       | 2022年5月～    | 2  | 史上最強の応援歌   | ランディ   | ランディ   |            | EP。路上ライブ、オフィシャルストアにて限定販売。完売により販売終了。 |
| オリジナルCD       | 2022年5月～    | 3  | 桜がくし           | おにちゃん | おにちゃん |            | EP。路上ライブ、オフィシャルストアにて限定販売。完売により販売終了。 |
| オリジナルCD       | 2022年5月～    | 4  | 翼                 | ランディ   | ランディ   |            | EP。路上ライブ、オフィシャルストアにて限定販売。完売により販売終了。 |
| Rustic             | 2023年2月4日   | 1  | 桜がくし           | 鬼武翔太   | 鬼武翔太   | H.O.P.E    | 1stアルバム。                                                        |
| Rustic             | 2023年2月4日   | 2  | はじめの百歩       | 鬼武翔太   | 鬼武翔太   | H.O.P.E    | 1stアルバム。                                                        |
| Rustic             | 2023年2月4日   | 3  | 史上最強の応援歌   | 田沢翼     | 田沢翼     | H.O.P.E    | 1stアルバム。                                                        |
| Rustic             | 2023年2月4日   | 4  | 歯車               | 鬼武翔太   | 鬼武翔太   | H.O.P.E    | 1stアルバム。                                                        |
| Rustic             | 2023年2月4日   | 5  | 狼煙               | 田沢翼     | 田沢翼     | H.O.P.E    | 1stアルバム。                                                        |
| Rustic             | 2023年2月4日   | 6  | 夕凪               | 鬼武翔太   | 鬼武翔太   | H.O.P.E    | 1stアルバム。                                                        |
| Rustic             | 2023年2月4日   | 7  | 宝島               | 田沢翼     | 田沢翼     | H.O.P.E    | 1stアルバム。                                                        |
| Rustic             | 2023年2月4日   | 8  | 愛なんて           | 鬼武翔太   | 鬼武翔太   | H.O.P.E    | 1stアルバム。                                                        |
| Rustic             | 2023年2月4日   | 9  | 律動               | 鬼武翔太   | 鬼武翔太   | H.O.P.E    | 1stアルバム。                                                        |
| Rustic             | 2023年2月4日   | 10 | 大器晩成           | 田沢翼     | 田沢翼     | H.O.P.E    | 1stアルバム。                                                        |
| Rustic             | 2023年2月4日   | 11 | 翼                 | 田沢翼     | 田沢翼     | H.O.P.E    | 1stアルバム。                                                        |
| Rustic             | 2023年2月4日   | 12 | Music Monster      | 田沢翼     | 田沢翼     | H.O.P.E    | 1stアルバム。                                                        |
| Rustic             | 2023年2月4日   | 13 | 最後の風           | 鬼武翔太   | 鬼武翔太   | H.O.P.E    | 1stアルバム。                                                        |
| 生きる             | 2023年10月7日  | 1  | 生きる             | 鬼武翔太   | 鬼武翔太   | H.O.P.E    | 1stシングル。                                                        |
| Proof              | 2023年10月25日 | 1  | Proof              | 鬼武翔太   | 鬼武翔太   | 遠藤ナオキ | 2ndシングル。                                                        |
| 路地裏のクリスマス | 2023年12月2日  | 1  | 路地裏のクリスマス | 鬼武翔太   | 鬼武翔太   | 遠藤ナオキ | 3rdシングル。                                                        |
| 旅は道連れ         | 2024年3月16日  | 1  | 旅は道連れ         | 田澤翼     | 田澤翼     |            | 4thシングル。                                                        |
| 桜のように         | 2024年4月10日  | 1  | 桜のように         | 田澤翼     | 田澤翼     |            | 5thシングル。                                                        |
| ここから           | 2024年6月8日   | 1  | ここから           | 鬼武翔太   | 鬼武翔太   |            | 6thシングル。                                                        |
| 明日に届け         | 2024年11月2日  | 1  | 明日に届け         | なもなき   | なもなき   |            | 7thシングル。                                                        |

※作詞・作曲の名義はサブクスまたはCD上の記載通り。

### 映像作品
| 分類      | 発売日/配信日   | タイトル                      | 備考                                                             |
| --------- | --------------- | ----------------------------- | ---------------------------------------------------------------- |
| MV        | 2022年3月1日    | 夕凪                          | なもなきYouTubeチャンネルに投稿。                                |
| MV        | 2022年3月12日   | 翼                            | なもなきYouTubeチャンネルに投稿。                                |
| MV        | 2022年4月10日   | 桜がくし                      | なもなきYouTubeチャンネルに投稿。                                |
| MV        | 2022年5月11日   | 史上最強の応援歌              | なもなきYouTubeチャンネルに投稿。                                |
| MV        | 2022年8月21日   | 夕凪-illustration video-      | なもなきYouTubeチャンネルに投稿。                                |
| ライブDVD | 2023年6月23日   | Rustic Live DVD               | 受注生産。「なもなきLIVE TOUR 2023 -Rustic- 東京公演」を収録。   |
| MV        | 2023年10月9日   | 生きる                        | なもなきYouTubeチャンネルに投稿。                                |
| MV        | 2023年11月8日   | Proof                         | なもなきYouTubeチャンネルに投稿。                                |
| ライブDVD | 2023年11月17 日 | 2nd YEAR ANNIVERSARY LIVE DVD | 受注生産。「なもなき 2nd YEAR ANNIVERSARY LIVE」を収録。         |
| ライブDVD | 2023年5月11 日  | Festina Lente LIVE DVD        | 「なもなきツアー2024 【Festina Lente】東京公演」を収録。         |
| ライブDVD | 2023年10月23日  | 3rdYEAR ANNIVERSARY LIVE DVD  | 受注生産。「なもなき3rd YEAR ANNIVERSARY LIVE 横浜公演」を収録。 |

## ライブ
| 日程           | タイトル                                                | 会場                                            | 備考                                          |
| -------------- | ------------------------------------------------------- | ----------------------------------------------- | --------------------------------------------- |
| 2022年6月19日  | 村人の我儘～だって観たいんだもん～                      | かつおの遊び場                                  | 大阪初の箱ライブ。                            |
| 2022年7月23日  | 1st ONEMAN LIVE 〜はじめの百歩〜                        | ZIRCO TOKYO                                     | 初のワンマンライブ。                          |
| 2022年10月2日  | 2nd ONEMAN LIVE〜魂の季節〜                             | 三軒茶屋GRAPEFRUIT MOON                         | 2回目のワンマンライブ。                       |
| 2022年12月11日 | むすびやプレゼンツ [なもなき] 和歌山ライブ              | Guesthouse Rico                                 | 初の和歌山ライブ。                            |
| 2022年12月23日 | 3rd ONEMAN LIVE 〜路地裏のクリスマス〜                  | 原宿ストロボカフェ                              | 3回目のワンマンライブ。                       |
| 2022年12月25日 | SPBクリスマスLIVE                                       | THE HOUSE YOKOHAMA MARINE TOWER                 | ゴリ山田カバ男 × なもなきツーマンライブ。     |
| 2023年2月4日   | むすびやプレゼンツ [なもなき] 和歌山ライブVol.2         | Guesthouse Rico                                 | 2回目の和歌山ライブ。                         |
| 2023年3月4日   | なもなきLIVE TOUR 2023 -Rustic- 大阪公演                | FootRock&BEERS                                  | 初の東阪ツアーの大阪公演。                    |
| 2023年3月12日  | なもなきLIVE TOUR 2023 -Rustic- 東京公演                | shibuya eggman                                  | 初の東阪ツアーの東京公演。                    |
| 2023年7月21日  | なもなき 2nd YEAR ANNIVERSARY LIVE                      | 代々木LIVE STUDIO LODGE                         | 結成2周年記念ライブ。                         |
| 2023年8月2日   | OCEAN'S BAR LIVE 2023 DAY2                              | グランドオリエンタルみなとみらいTHE OCEAN'S BAR |                                               |
| 2023年11月12日 | GRANOLAプレゼンツ【新発売『なもグラ』はじめました】     | LIVE HOUSE Arc                                  | GRANOLA×なもなきのツーマンライブ。            |
| 2023年12月28日 | 【TSL STUDIO LIVE 】 なもなき・おじさんと小娘 2MAN LIVE | TSL Studio Nakano                               | おじさんと小娘×なもなきのツーマンライブ。     |
| 2024年1月14日  | なもなきツアー2024 【Festina Lente】大阪公演            | シャングリラ                                    | 初の5大都市ツアーの大阪公演。                 |
| 2024年1月20日  | なもなきツアー2024 【Festina Lente】名古屋公演          | HeartLand STUDIO                                | 初の5大都市ツアーの名古屋公演。               |
| 2024年1月27日  | なもなきツアー2024 【Festina Lente】福岡公演            | ROOMS                                           | 初の5大都市ツアーの福岡公演。                 |
| 2024年2月4日   | なもなきツアー2024 【Festina Lente】仙台公演            | LIVE HOUSE enn 3rd                              | 初の5大都市ツアーの仙台公演。                 |
| 2024年2 月10日 | なもなきツアー2024 【Festina Lente】東京公演            | WWW                                             | 初の5大都市ツアーの東京公演。                 |
| 2024年2月23日  | やさしいひとたち。 なもなき 2マンLIVE                   | TAKE OFF 7                                      | やさしいひとたち。×なもなきのツーマンライブ。 |
| 2024年6月7日   | セルビアンの大一番                                      | 川崎セルビアンナイト                            | 初の川崎でのワンマンライブ。                  |
| 2024年7月14日  | なもなき3rd YEAR ANNIVERSARY LIVE 大阪公演              | 南堀江knave                                     | 結成3周年記念ライブの大阪公演。               |
| 2024年7月21日  | なもなき3rd YEAR ANNIVERSARY LIVE 横浜公演              | 横浜みなとみらいブロンテ                        | 結成3周年記念ライブの横浜公演。               |
| 2024年7月28日  | なもなき3rd YEAR ANNIVERSARY LIVE 福岡公演              | Cavern Beat                                     | 結成3周年記念ライブの大阪公演。               |
| 2025年1月4日   | なもなき新春ライブ2025 ~初夢を追いかけて~               | SHIBUYA PLEASURE PLEASURE                       | 解散ライブ。                                  |

## タイアップ他
| 楽曲             | タイアップ他 |
| ---------------- | --- |
| 史上最強の応援歌 | 「PHOTO NEXT2023」テーマソング。「JKC＆JKJO」2023年度オフィシャル応援歌。広島東洋カープ松本竜也登場曲(2023度シーズン)。「テレビ和歌山 開局50周年記念感謝際」テーマソング。 |

## テレビ出演
| 放送日         | 番組名                                                                     | 放送局       |
| -------------- | -------------------------------------------------------------------------- | ------------ |
| 2023年2月26日  | ＴＨＥカラオケ★バトル 外国人VS路上シンガーVS夜の街の歌うま発掘ＳＰ         | テレビ東京   |
| 2023年5月17日  | ラヴィット！                                                               | TBS          |
| 2023年11月18日 | 出没!アド街ック天国 進化が止まらない【横浜ベイエリア】最新スポット続々誕生 | テレビ東京   |
| 2024年4月27日  | テレビ和歌山 開局50周年 5時間生放送                                        | テレビ和歌山 |
| 2024年5月19 日 | ミニジューク関西 presents 復活!!カラオケ道場                               | テレビ和歌山 |